# خاطرات مرد زیادی
خاطرات مرد زیادی (به انگلیسی: The Diary of a Superfluous Man) یک رمان کوتاه است که توسط ایوان تورگنیف، نویسندهٔ اهل روسیه نوشته شده‌است.
این کتاب توسط عباس باقری تحت عنوان «آدم زیادی» به فارسی ترجمه شده است و توسط نشر علم منتشر شده است